# أجمل إحساس (أغنية)
أجمل احساس هي أغنية للمغنية اللبنانية إليسا من ضمن ألبومها الثالث عايشالك، من كلمات محمد رفاعي وألحان محمد رحيم وتوزيع جان ماري رياشي. حققت الأغنية نجاح كبير في الشرق الأوسط، وصنفتها مجلة رولينغ ستون في المركز الرابع عشر في قائمة أفضل خمسون أغنية بوب عربية في القرن الحادي والعشرين.
أصدرت الأغنية في عام 2002 ولكن صور الفيديو كليب الخاص بها سنة 2003 تحت إدارة المخرج سليم الترك وقد انتقد بعض الناس سخونتها مع عشيقها في الكليب.